# Circuito di Phoenix
Il circuito di Phoenix (in inglese: Phoenix Street Circuit) era un tracciato automobilistico non permanente disegnato nel centro dell'omonima città. Ha ospitato tre edizioni del Gran Premio degli Stati Uniti d'America di Formula 1 (dal 1989 al 1991). Nella prima edizione, svoltasi il 4 giugno 1989, Ayrton Senna conquistò la pole position alla guida della McLaren-Honda, ma soffrì di problemi all'elettronica durante la gara e fu costretto al ritiro; il clima infernale nel quale si svolse la gara fece sì che dei 26 partenti solo sei portarono a termine la corsa. L'anno successivo si spostò l'appuntamento all'11 marzo per non soffrire troppo le alte temperature; Senna conquistò la vittoria e replicò anche nel 1991, quando si corse su un circuito in parte modificato. La scarsa affluenza del pubblico americano decretò, nel 1991, la fine dell'esperienza della Formula 1. Alcune modifiche urbanistiche, nella zona della curva 5, rendono impossibile l'utilizzo della tracciatura adottata nel 1991 mentre il tracciato originario è potenzialmente percorribile.

## Albo d'oro della Formula 1
| Anno | Pilota       | Scuderia |
| ---- | ------------ | -------- |
| 1989 | Alain Prost  | McLaren  |
| 1990 | Ayrton Senna | McLaren  |
| 1991 | Ayrton Senna | McLaren  |

### Vittorie per pilota
| Vittorie | Pilota       | Anno(i)/Vettura             |
| -------- | ------------ | --------------------------- |
| 2        | Ayrton Senna | 1990/McLaren - 1991/McLaren |
| 1        | Alain Prost  | 1989/McLaren                |

### Vittorie per scuderia
| Vittorie | Scuderia | Anno(i)/Pilota                                           |
| -------- | -------- | -------------------------------------------------------- |
| 3        | McLaren  | 1989/Alain Prost - 1990/Ayrton Senna - 1991/Ayrton Senna |

## Mappe del circuito

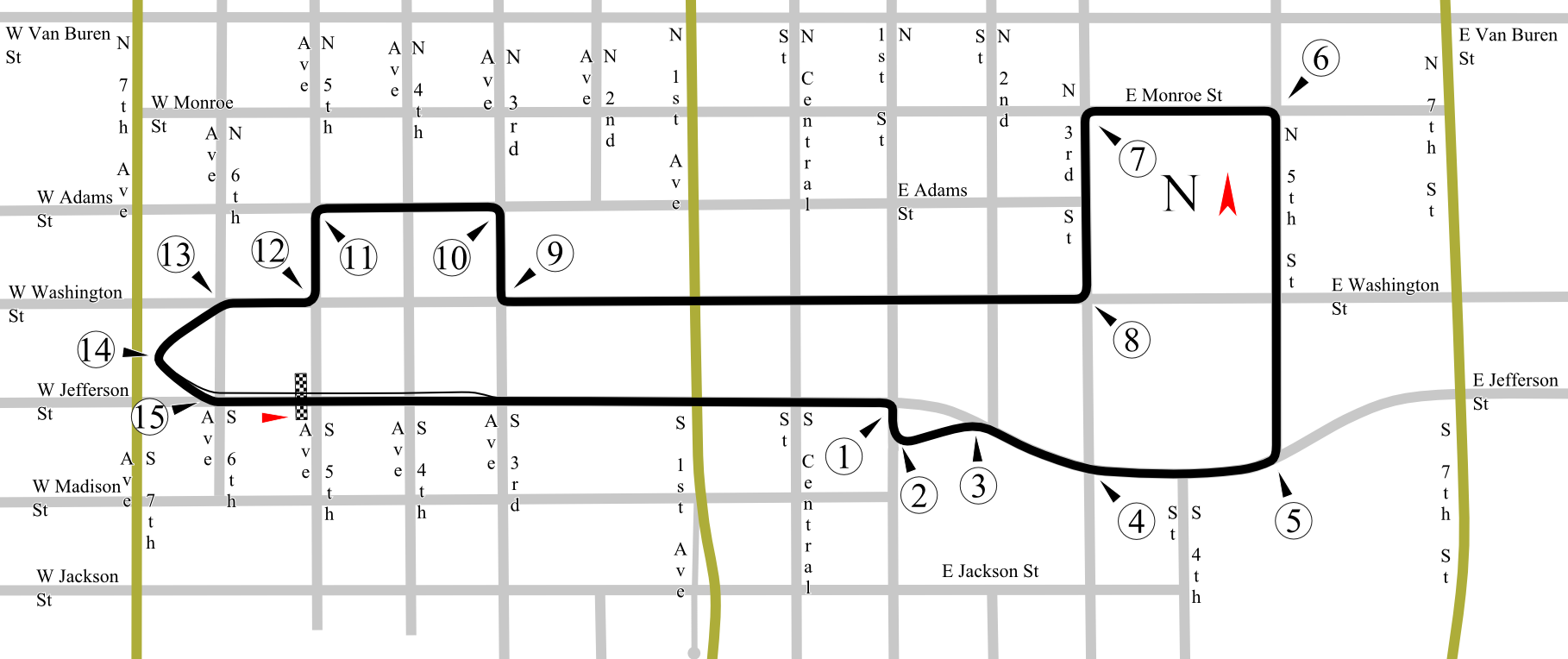
La configurazione di 3 798 metri utilizzata dal 1989 al 1990